# Sainte-Croix-en-Bresse
Sainte-Croix-en-Bresse (até 2020: Sainte-Croix) é uma comuna francesa na região administrativa de Borgonha-Franco-Condado, no departamento de Saône-et-Loire. Estende-se por uma área de 20,87 km². Em 2010 a comuna tinha 643 habitantes (densidade: 30,8 hab./km²).